# Märlitram

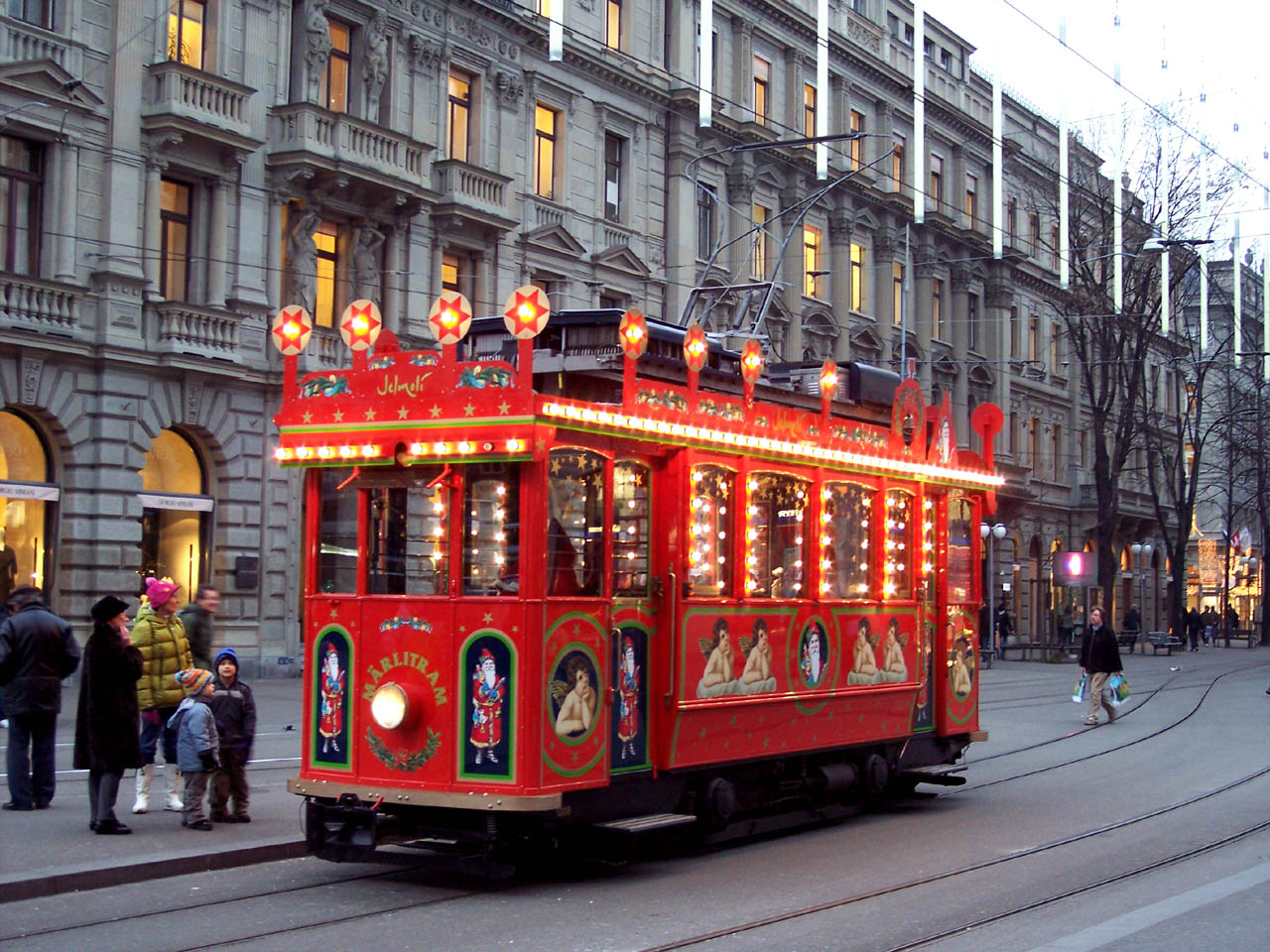
Märlitram am Paradeplatz

Das Märlitram (Schweizerdeutsch für Märchen-Tram) respektive Be 2/2 1208 ist das älteste historische Fahrzeug der heute von den Verkehrsbetrieben Zürich betriebenen Strassenbahn Zürich.
Das Tram wurde 1913 gebaut und verkehrte ursprünglich als Ce 2/2 208. Es wurde von der Schweizerischen Waggonfabrik Schlieren und der Maschinenfabrik Oerlikon erbaut. 1956 wurde es zum Typ Be 2/2 umbenannt. 2002 wurde der Triebwagen erneut renoviert.
Seit 1958 verkehrt der Wagen in der Weihnachtszeit auf einem Rundkurs in der Zürcher Innenstadt. Zum weihnachtlich verzierten Tram – früher in weiss, heute in rot – haben nur Kinder im Alter zwischen vier und zehn Jahren Zutritt. Eine Fahrt dauert etwa 25 Minuten. Im roten Märlitram werden den Kindern von zwei oder drei Engeln Weihnachtsmärchen vorgelesen, während das Tram vom Samichlaus gelenkt wird. Jedes Jahr werden 7'000 bis 10'000 Kinder befördert. Das Sondertram verkehrt bis 2024 mit Unterstützung des Warenhauses Jelmoli, das auch den Verkauf der Billette durchführt. Weil das Traditionswarenhaus   Jelmoli Ende 2024 schliessen wird, führt der Coop City St. Annahof die Advents-Tradition weiter. Der Vertrag mit den VBZ läuft ab 2025 fünf Jahre, wobei Coop die Kosten für den Betrieb von 150'000 Franken pro Jahr zu tragen hat.[veraltet]

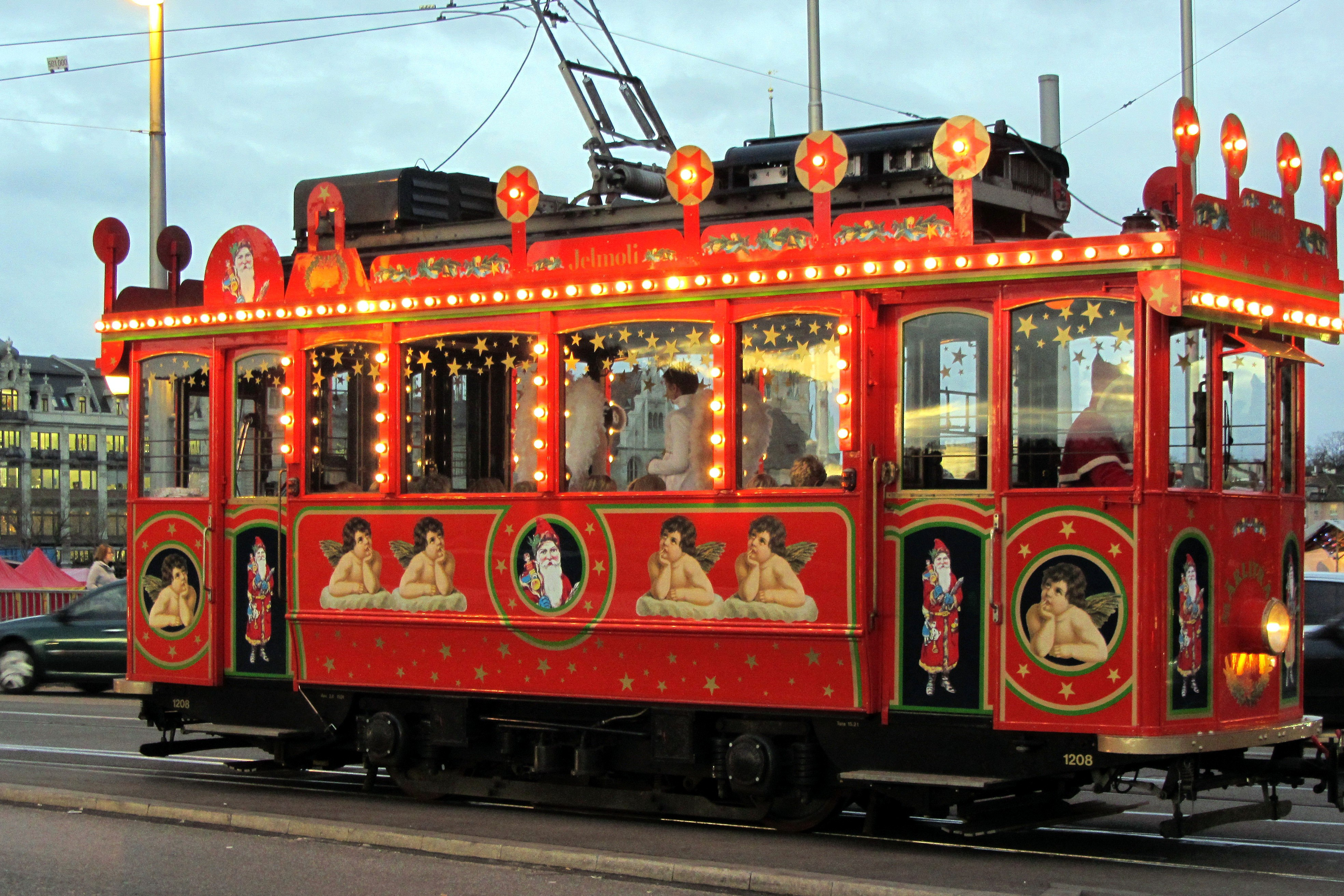
Märlitram auf der Quaibrückke
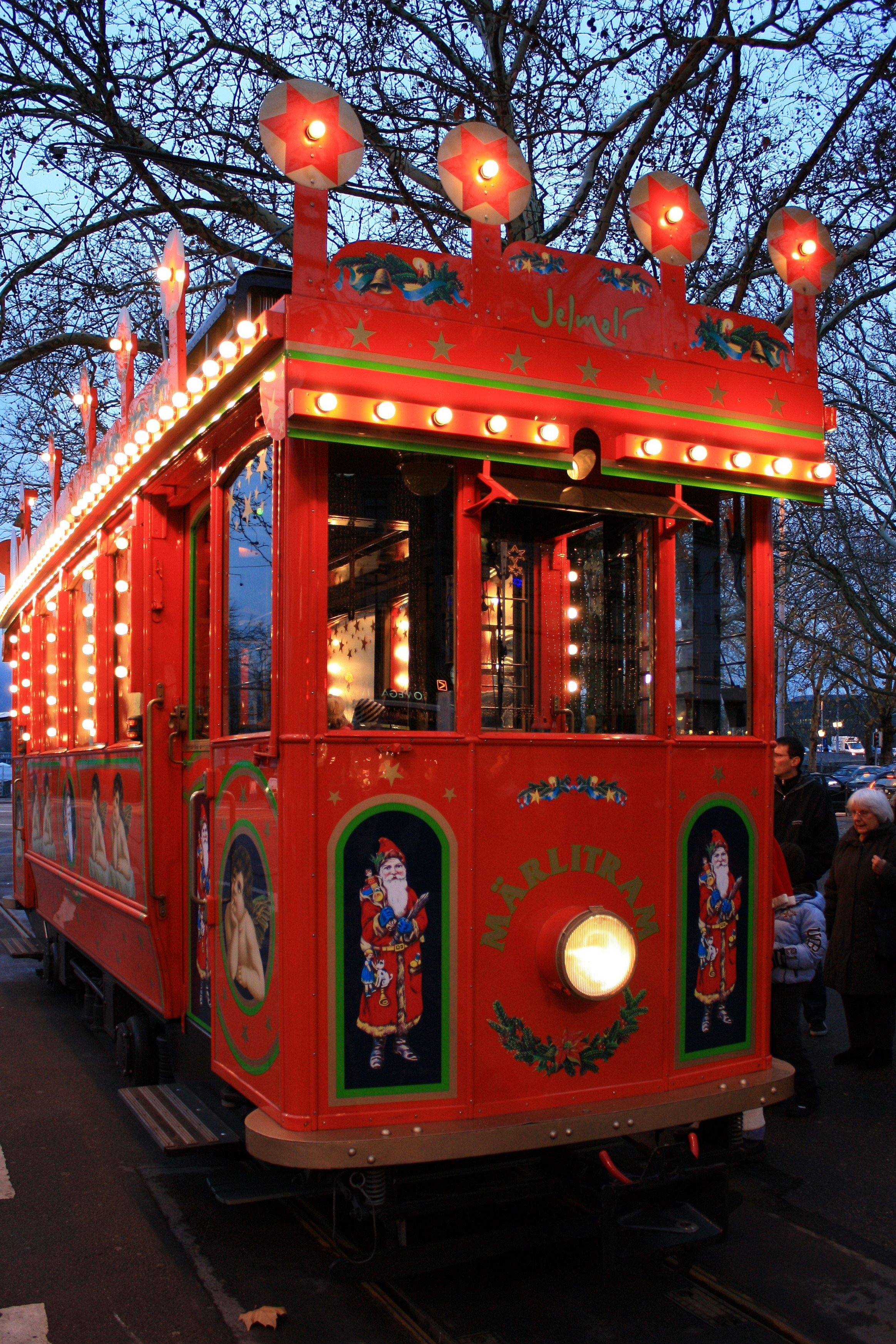
Ansicht von vorne
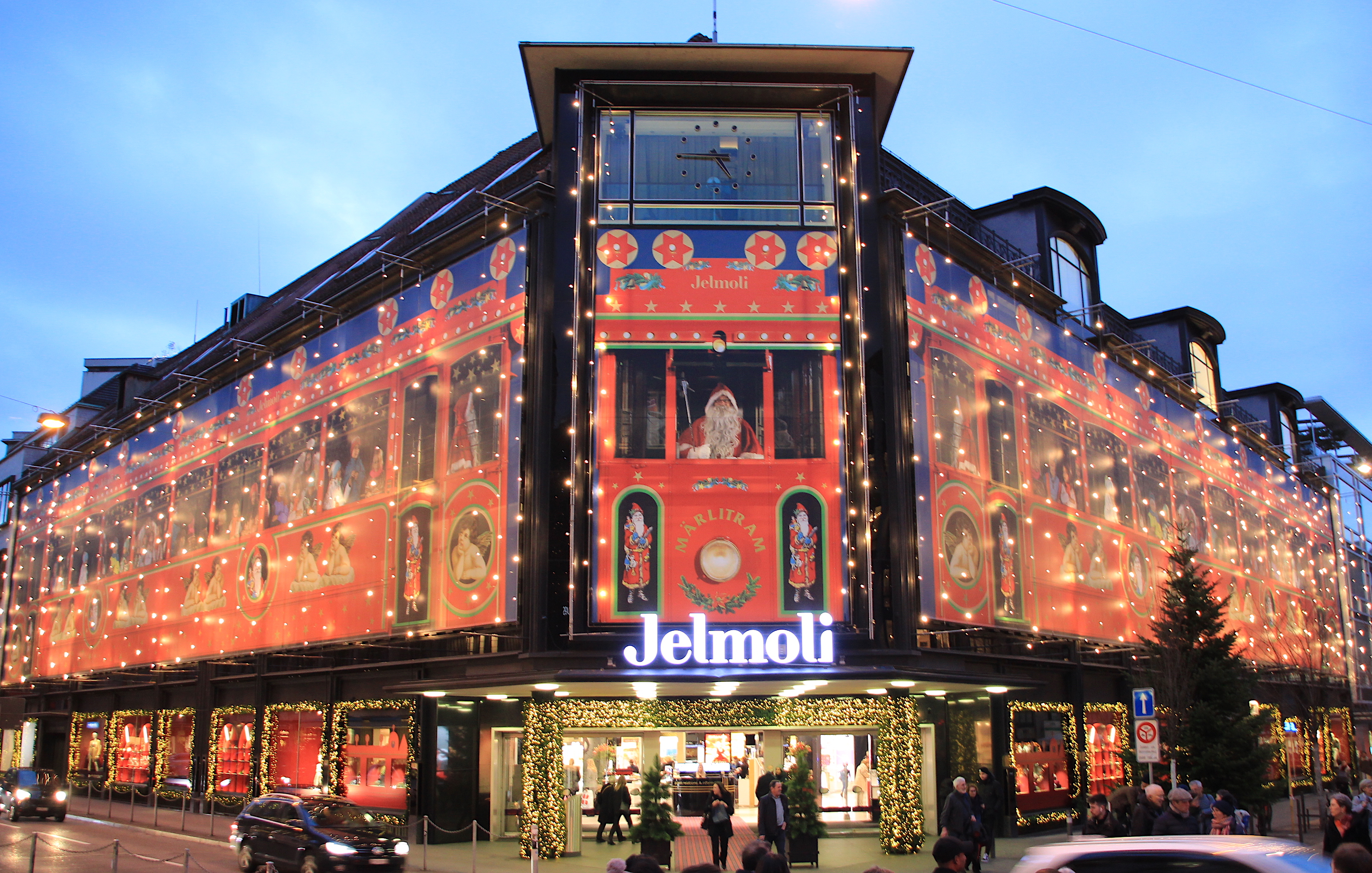
Fassade des Jelmoli 2018, dekoriert als Märlitram